# زلترز (وستروالد)
شهر زلترز (به آلمانی: Selters) در ایالت راینلند-فالتز در کشور آلمان واقع شده‌است.